# انریکه ساورا
انریکه ساورا (به اسپانیایی: Enrique Saura) بازیکن فوتبال اهل اسپانیا است که از سال ۱۹۷۸ تا ۱۹۸۲ میلادی عضو تیم ملی فوتبال اسپانیا بوده و در ۲۳ بازی ملی حضور داشته‌است. او در بازی‌های ملی‌اش ۴ گل به ثمر رساند.